# Fáy József
Fáy József, Fáji (Marosnagylak, 1707. március – Szatmárnémeti, 1771. február 3.) református esperes, Fáji János öccse.

## Élete
Erdélyi származású. Tanulmányait Miriszlón kezdte, majd 1714-től Nagyenyeden folytatta, ahol senior volt. 1734 augusztusában külföldre ment és ugyanezen év október 23-án beiratkozott a leideni egyetemre. Ezután Utrechti Egyetemre, ahonnan 1737 őszén ment haza. Előbb Marosszentkirályon volt udvari pap, egy évvel később Nagybányán, 1743-ban Alsómisztótfaluban, majd 1745-ben Szatmárnémetiben. 1762-ben szatmári egyházmegye esperes lett.

## Munkái
- Dissertatio theol. de Fovea sine aquis. Ex Zachariae cap. IX., versu 11. Lugd. Bat., 1737
- Dissertatio theol., de quatuor animalibus Apocalypticis. Lugd. Bat., 1737